# Super Mario All-Stars
Super Mario All-Stars (スーパーマリオコレクション Sūpā Mario Korekushon) er en samling af Super Mario-platformspil udviklet og udgivet af Nintendo til den spillekonsol SNES i 1993. Spillet indeholder genindspilninger af Super Mario Bros., Super Mario Bros.: The Lost Levels, Super Mario Bros. 2 og Super Mario Bros. 3.
En alternativ version af Super Mario All-Stars blev senere udgivet i december 1994 og indeholdt Super Mario World.